# Durchdringung von drei Würfeln

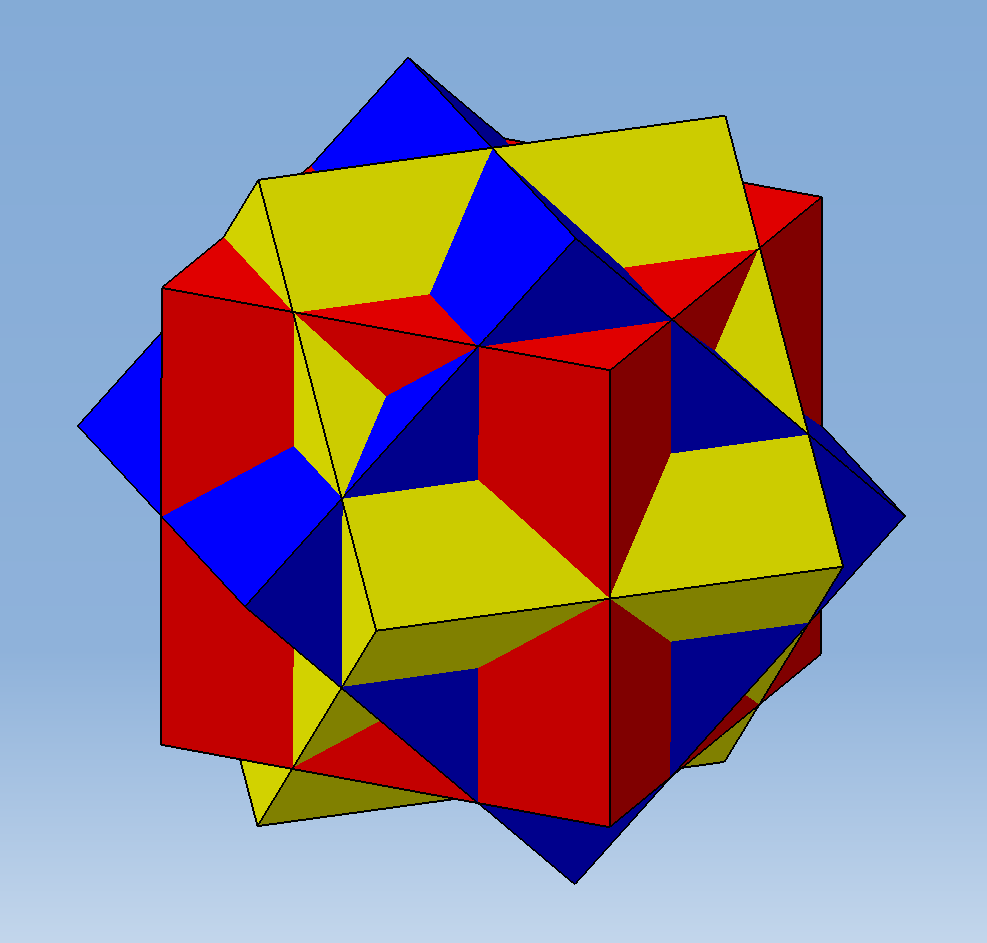
Durchdringung von drei Würfeln

Die Durchdringung von drei Würfeln stellt ein Polyeder dar, das aus einer geeigneten Zusammenstellung von drei punktsymmetrischen Würfeln besteht. Dabei sind die Würfel zweifach gegeneinander in einem Winkel von jeweils 45° verdreht (die Drehachsen verlaufen durch die Mitten zweier paralleler Quadrate).
In der Kunst findet dieses Polyeder seine Anwendung z. B. auf der Lithografie „Wasserfall“ von M. C. Escher.